# 沙朗德赖
沙朗德赖（法語：Chalandray，法語發音：[ʃalɑ̃dʁɛ]）是法国新阿基坦大区维埃纳省的一个市镇，属于普瓦捷区。

## 地理
沙朗德赖（46°39'39"N, 0°0'8"W）面积24.97 平方千米，位于法国新阿基坦大区维埃纳省，该省份为法国中西部省份，北起曼恩-卢瓦尔省和安德尔-卢瓦尔省，西接德塞夫勒省，南至夏朗德省，东南接上维埃纳省，东临安德尔省。
与沙朗德赖接壤的市镇（或旧市镇、城区）包括：瓦勒、艾龙、谢尔沃。

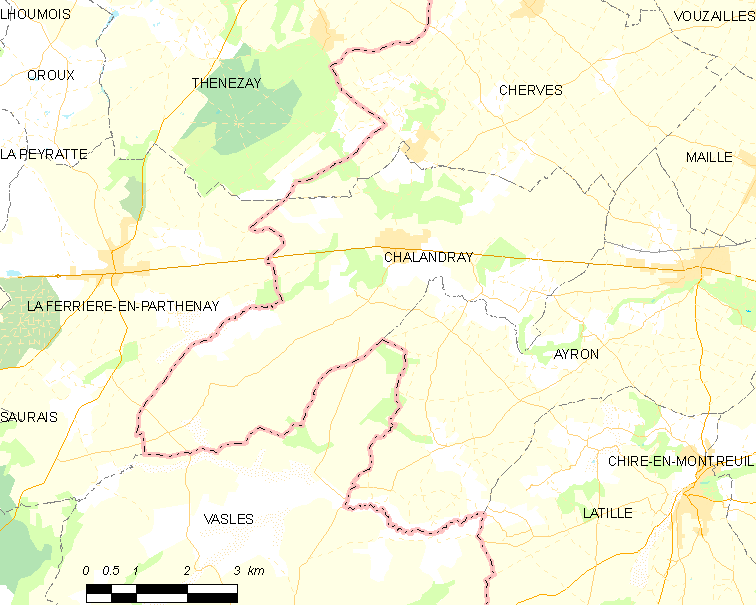
沙朗德赖的OSM定位图

沙朗德赖的时区为UTC+01:00、UTC+02:00（夏令时）。

## 行政
沙朗德赖的邮政编码为86190，INSEE市镇编码为86050。

## 政治
沙朗德赖所属的省级选区为武讷伊苏比亚尔县。

## 人口

1962-2008年间沙朗德赖人口变化图示

沙朗德赖于2022年1月1日时的人口数量为794人。